# Bezohledný hrdina
Bezohledný hrdina (v anglickém originále Irresponsible) je třináctý díl třetí řady sci-fi seriálu Hvězdná brána: Atlantida.

## Děj
Na Atlantidu dorazila legenda vyprávějící o nepřemožitelném hrdinovi. Sheppard se svým týmem se na jeho planetu vydají a dotyčného hrdinu skutečně najdou. Ke svému velkému překvapení však zjistí, že se jedná o jejich známého – Lucia Lavina (známého z epizody Neodolatelný). Lucius tentokrát své obdivovatele neovládá prostřednictvím bylin. Vesničané jej ctí, protože je několikrát zachránil před přepadením. Lucius totiž vlastní antický osobní štít (známý z epizody Hra na schovávanou), který tlumí veškeré nárazy do jeho těla a činí jej téměř nepřemožitelným.
Ve vesnici se z ničeho nic objeví skupina gangsterů a vyhrožuje přepadením. Sheppard po krátké výměně názorů se svým týmem zavelí sklonit zbraně a vzdát se. Poté přichází Lucius a útočníky zažene. Všichni jeho lidé jsou mu vděčni. Sheppardův tým se chystá vrátit na Atlantidu, cestou však narazí na Lucia, který právě smlouvá s lidmi, kteří před chvíli napadli vesnici. Jedná se o genijské vojáky, kteří po převratu uprchli ze své planety. Z rozhovoru pochopí, že celý útok byl předem domluvený. Sheppard se vrátí do vesnice a řekne jejím obyvatelům pravdu. Nikdo mu však nevěří.
Lucius se pokouší v soukromí Sheppardovu týmu vše vysvětlit, vtom se ale ve vesnici objeví Kolya, který už delší dobu pronásleduje Shepparda. Lucius tým z Atlantidy ukryje, ale jakmile na něj Geniiové přitlačí (začnou jej topit, před čímž ho jeho štít neochrání), prozradí je. Sheppard však jeho loajalitě nedůvěřuje, proto s týmem ze skrýše raději předem uprchnou. Nemají se však jak dostat pryč z vesnice – Kolyovi lidé hlídají všechny východy.
Geniové společně s Luciem (pod pohrůžkou souhlasí s pomocí) nachystají past. Sheppardovi se podaří uniknout, zbytek jeho týmu je však zajat. Vesničané stále věří, že je Lucius zachrání, ten se ale zatím chystá uprchnout. Sheppard jej najde a přemluví, aby svým lidem pomohl. Kolya mezitím přes vysílačku Sheppardovi vyhrožuje, že pokud se Sheppard okamžitě nevzdá, budou jeho lidé zastřeleni. Lucius Sheppardovi půjčí osobní štít, díky čemuž se od něj kulky vystřelené Genii odráž. Bohužel však štít ztrácí energii a vzápětí se úplně vypne. Do konfliktu se zapojí vesničané, kterým Lucius vysvětlil, že je čas, aby se začali bránit sami. Společnými silami nad Genii zvítězí. Kolya se nechce jen tak vzdát, touží zabít Shepparda, přitom je v pasti. Nakonec se rozhodne zariskovat a Shepparda zastřelit, jenže Sheppard je rychlejší – vystřelí dřív než Kolya a Kolyu zastřelí. Sheppard Luciovi vrátí nyní už vybitý štít, aniž by mu řekl, že štít již nefunguje. Díl končí scénou, kdy Lucius pobízí malé dítě, aby jej koplo, dítě Lucia kopne a překvapený Lucius křičí bolestí.

## Zajímavosti
V epizodě Hra na schovávanou major Sheppard zmiňuje, že antický osobní štít si pamatuje svého nositele a na nikom jiném nefunguje. Zde si jej však půjčí od Lucia. Není vysvětleno, jak může štít sloužit dvěma lidem.